# زورقک‌ها
زورقک‌ها (نام علمی: Cymbium) نام یک سرده از فراراسته تازه‌شکم‌پایان است.